# آورو
آورو (به انگلیسی: Avro) یک شرکت هواگردسازی بریتانیایی بود که در سال ۱۹۱۰ برپا شد. از جمله طراحی‌های این شرکت عبارت بودند از هواپیمای آموزشی آورو ۵۰۴ در جنگ جهانی اول، آورو لانکاستر یکی از بمب افکن‌های برتر جنگ جهانی دوم و آورو والکان بمب افکن بال دلتا و پهن پیکر جنگ سرد.
شرکت آورو در تاریخ یکم ژانویهٔ ۱۹۱۰ به وسیلهٔ الیوت وردون رو در براونزفیلد میل منچستر، خیابان گریت انکوتس بنیان گذاشته شد. دفتر مرکزی این شرکت در طول ۵۳ سال فعالیت آن در لانکاشر بود و مراکز ساخت و تولید آن در فرودگاه الکساندرا پارک، چدرتن، ترافورد پارک و وودفورد بود.

## تاریخچه

### سال‌های نخست

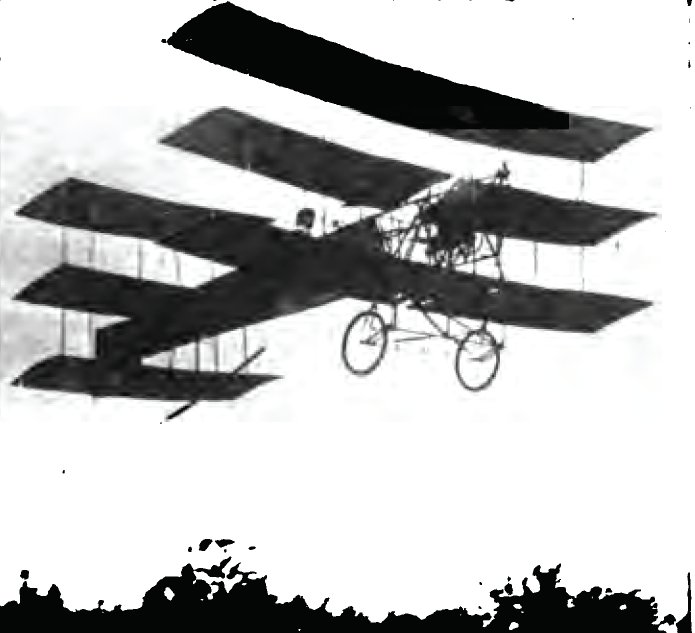
آورو ترایپلین, نخستین هواپیمای موفق الیوت وردون رو

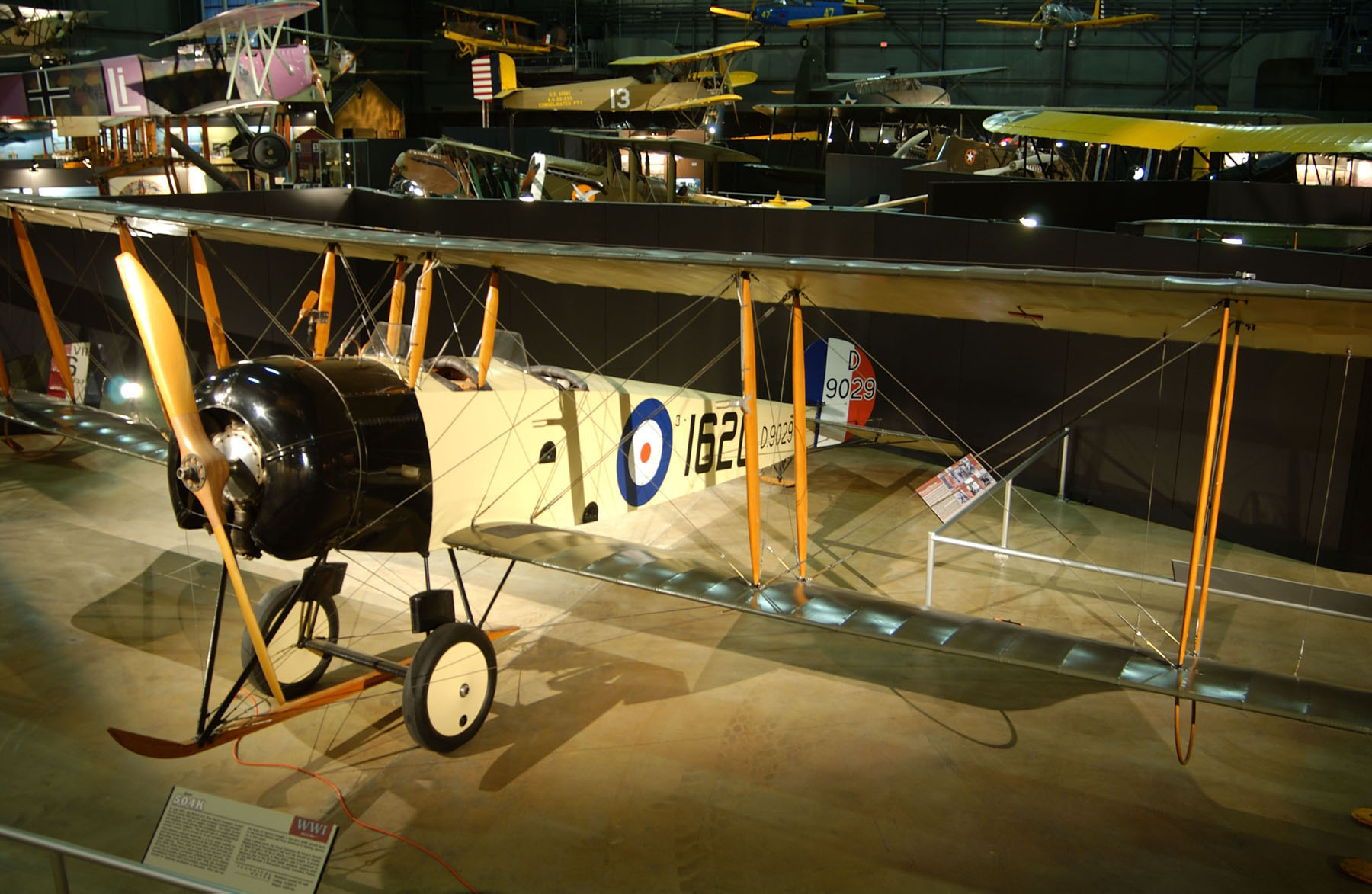
آورو ۵۰۴

شرکت ای. وی. رو و شرکا یکی از نخستین سازندگان هواپیما در جهان بود که به وسیلهٔ الیوت وردون رو و برادرش همفری وردون رو در تاریخ یکم ژانویه ۱۹۱۰ پدید آمد. مشارکت همفری وردون عمدتاً در زمینه‌های سازماندهی و مالی بود که پشتیبانی مالی آن از راه فعالیت خانواده در نوارسازی تأمین می‌شد به دست می‌آمد. همفری تا سال ۱۹۱۷ که به یکان پروازی پادشاهی بریتانیا پیوست مدیر عامل شرکت بود. الیوت قبلاً یک هواپیمای موفق به نام آورو ترایپلین را ساخته بود که سیم‌های اتصال آن را همفری تولید نموده بود. نخستین هواپیمای آورو، آورو ئی یا آورو ۵۰۰ بود که در مارس ۱۹۱۲ به پرواز در آمد و ۱۸ فروند از آن تولید شد که بیشتر آن‌ها برای یکان پروازی بریتانیا که نهادی نوبنیان بود ساخته شد. شرکت آورو همچنین نخستین هواپیمای جهان با اتاقک خلبان سرپوشیده را ساخت. این هواپیما در سال ۱۹۱۲ ساخته شد و آورو تایپ اف نام داشت و تک بال بود. هواپمای بعدی با اتاقک خلبان سرپوشیده آورو تایپ جی نام داشت که دوباله بود. هیچ یک از این دو هواپیما از مرحلهٔ پیش نمونه فراتر نرفت. تایپ ۵۰۰ بهینه سازی شده و به آورو ۵۰۴ تبدیل شد و نخستین پرواز خود را در سپتامبر ۱۹۱۳ انجام داد. تعداد کمی از آن‌ها پیش از آغاز جنگ جهانی یکم به وسیلهٔ اتاق جنگ خریداری شد و این هواپمادر چند ماه نخست جنگ در خط مقدم خدمت کرد، ولی شهرت آن به عنوان هواپمای آموزشی بود که این نقش را تا سال ۱۹۳۳ به عهده داشت. این هواپیما به مدت ۲۰ سال تولید می‌شد و تعداد ۸۳۴۰ فروند از آن در کارخانه‌های همبل، فیلزورث، مایلز بلاتینگ و نیوتن هیث تولید شد.

### بین دو جنگ جهانی
پس از سپری شدن دورهٔ سفارش‌های چشمگیر در جنگ جهانی یکم نبود سفارش جدید در دوران صلح مشکلات مالی بسیاری را ایجاد کرد و دراوت ۱۹۲۰، ۶۸/۵٪ سهام شرکت به وسیلهٔ کراسلی موتورز که نیاز مبرمی به فضای کارخانه‌ای بیشتر برای ساخت بدنهٔ وسائل نقلیهٔ موتوری داشت خریداری شد. در سال ۱۹۲۴ آورو فرودگاه الکساندرا پارک در منچستر جنوبی را که از ۱۹۱۸ به بعد برای آزمایش پرواز به کار می‌رفت ترک کرد و این مکان تبدیل به منطقهٔ مسکونی و تفریحی گردید. یک فضای جدید در بیرون شهر در نیوهال فارم، وودفورد در چشایر برپا شد که تا مارس ۲۰۱۱ در خدمت شرکت بی‌ای‌ئی سیستمز بود. در سال ۱۹۲۸ کراسلی موتورز آورو را به شرکت آرمسترانگ سیدلی هلدینگز فروخت. در همین سال الیوت رو از شرکتی که بنیان نهاده بود کناره گیری کرد و شرکت ساندرز رو را بنا نهاد که پس از جنگ جهانی دوم طراحی‌های انقلابی برای جت‌های جنگنده و هواناو انجام داد. در سال ۱۹۳۵ آورو تبدیل به شرکت وابستهٔ هاوکر سیدلی شد.

### جنگ جهانی دوم

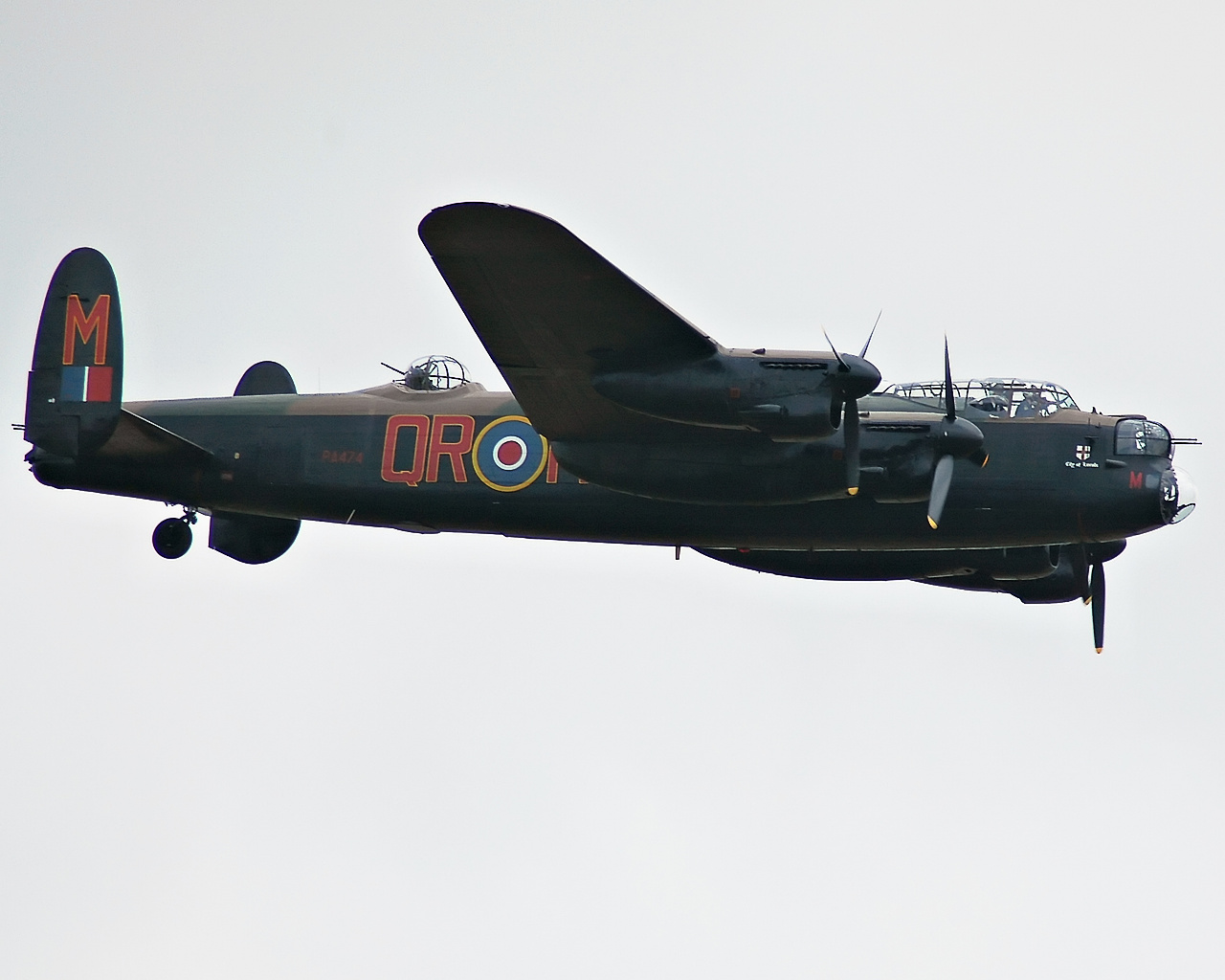
آورو لانکاستر

آورو برای حفظ مهارت‌های خود در طراحی هواپیمای آموزشی در دههٔ ۱۹۳۰ آغاز به ساخت هواپیماهای دوبالهٔ سنگین تری به نام آورو تیوتر کرد که نیروی هوایی پادشاهی بریتانیا تعداد بسیاری از این هواپیما را خریداری کرد. پس از آن آورو یک هواپیمای مسافربری با دو موتور پیستونی را ساخت که آورو انسون نام داشت، ولی پس از افزایش تنش در اروپا تکیهٔ شرکت دوباره بر روی هواپیماهای جنگی قرار گرفت. هواپیماهای منچستر، لانکاستر و لینکلن از طراحی‌های مشهور آورو هستند. بیش از ۷۰۰۰ فروند لانکاستر ساخته شد. توانایی بالای بمباران این هواپیما موجبات مشهور شدن بمباران سدها را در جنگ پدید آورد. آورو لانکاستر در جنگ جهانی جهانی دوم دارای بیشترین توانایی حمل بمب بود که شامل بمب گرند اسلم نیز می‌شد.

### پس از جنگ جهانی دوم
پس از جنگ جهانی دوم هواپیمای غیر نظامی لانکاسترین و شناسایی دریایی شکلتون از طراحی موفق لانکاستر الهام گرفته شد. از نام آورترین هواپیماهای آورو پس از جنگ جهانی دوم می‌توان به بمب افکن والکان اشاره کرد.